# Johannes Rebmann (Missionar)

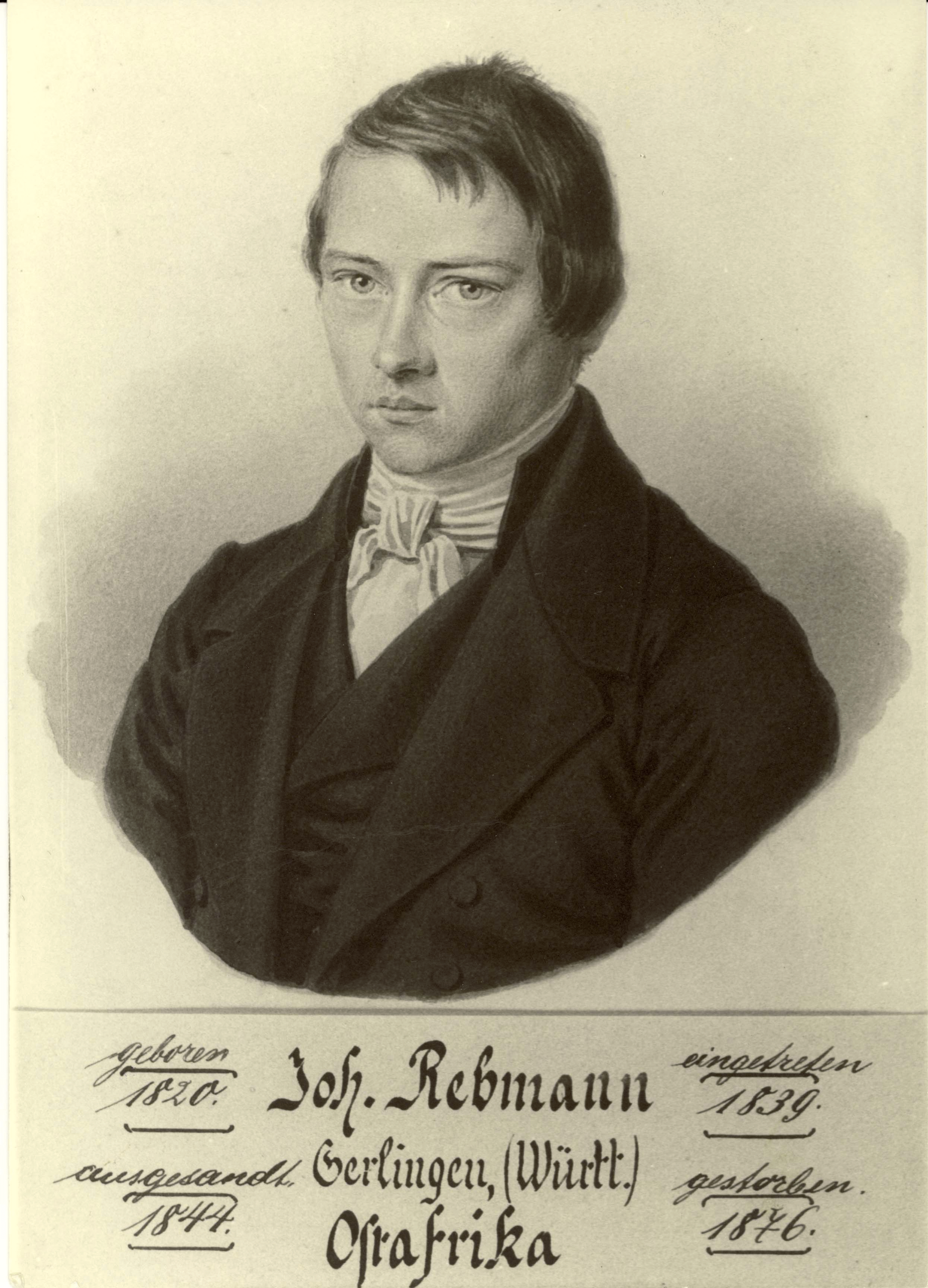
Johannes Rebmann

Johannes Rebmann (* 16. Januar 1820 in Gerlingen; † 4. Oktober 1876 in Korntal) war ein deutscher Missionar, Sprachforscher und Geograph.

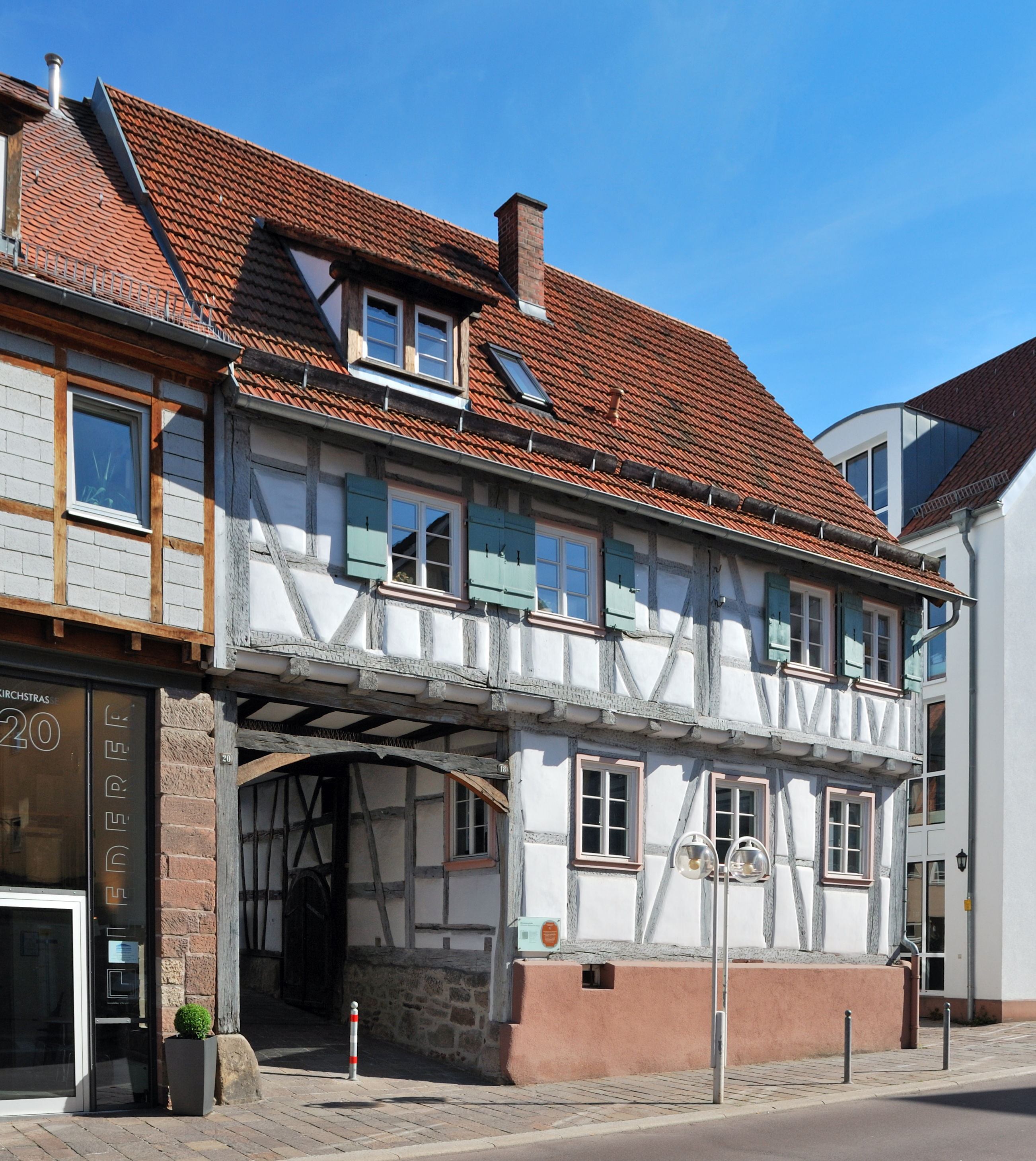
Geburtshaus in Gerlingen

## Leben
Johannes Rebmann war das vierte von acht Kindern des schwäbischen „Wengerters“ (Weinbauers) Johann Georg Rebmann und der Anna Maria, geborene Maisch. Er kam 1839 in das Missionshaus Basel, 1844 in das zu Islington in London. 1846 begab er sich im Auftrag der Church Missionary Society (CMS) zur Unterstützung Johann Ludwig Krapfs nach Ostafrika, wo von seiner Station Rabai aus die Gegend um Mombasa sowie die Ethnie der Mijikenda das Feld seiner Missionstätigkeit wurden. Rebmann verweilte auf diesem Posten nahezu 30 Jahre.
Rebmann und Krapf machten viele Entdeckungsreisen ins Innere von Ostafrika. Am 11. Mai 1848 „entdeckte“ Rebmann den Kilimandscharo und Krapf am 3. Dezember 1849 das Mount-Kenya-Massiv. Insbesondere in Großbritannien schenkte man ihren Erzählungen, dass es nur etwa 350 km bzw. 15 km südlich des Äquators Eis und Schnee gebe, jedoch über viele Jahre keinen Glauben.
Johannes Rebmann heiratete 1851 die 1810 geborene Lehrerswitwe Emma Tyler, die er dienstlich in Kairo kennengelernt hatte. Ihr einziger, 1854 geborener Sohn Samuel Rebmann starb im Alter von fünf Tagen in Rabai. Auch seine Frau starb 1866 in Ostafrika.
Nachdem Rebmann und sein Kollege Johann Jakob Erhardt wiederholt Berichte über die Existenz großer innerafrikanischer Binnenseen (u. a. den Viktoria-See) erhalten hatten, legten sie diese Erkenntnisse auf einer ersten Karte für die Royal Geographical Society nieder und gaben damit den Anstoß zu Richard Francis Burtons und John Hanning Spekes erster Reise nach Innerafrika (1857 und 1858) und zur Entdeckung der großen Seen im Quellgebiet des Nils.
Auch um die Erforschung mehrerer ostafrikanischer Sprachen, besonders durch ein Wörterbuch der Swahilisprache, machte sich Rebmann verdient. Er blieb bis 1875 und damit 29 Jahre ununterbrochen in Afrika. In diesen 29 Jahren mussten zahlreiche seiner Missionarskollegen aufgrund von Krankheiten oder aufgrund mangelnder Eignung nach Europa zurückkehren oder starben teils an Krankheiten, teils auch eines gewaltsamen Todes.
Rebmann legte großen Wert darauf, zuerst die Kultur und auch die Sprache der Menschen zu verstehen und zu sprechen und dann erst mit aktivem Missionieren zu beginnen.
1875 kehrte er nahezu völlig erblindet und in Begleitung eines seiner wenigen Täuflinge, Isaak Nyondo, nach Europa zurück. Eine Augenoperation in Großbritannien misslang. So kehrte er mit Isaak Nyondo nach Gerlingen zurück, nahm seinen Wohnsitz im benachbarten pietistischen Korntal bei seinem Gefährten Krapf. Er heiratete am 20. März 1876 die Missionarswitwe Louise Finkh und starb bereits am 4. Oktober 1876 im Alter von 56 Jahren in Korntal.

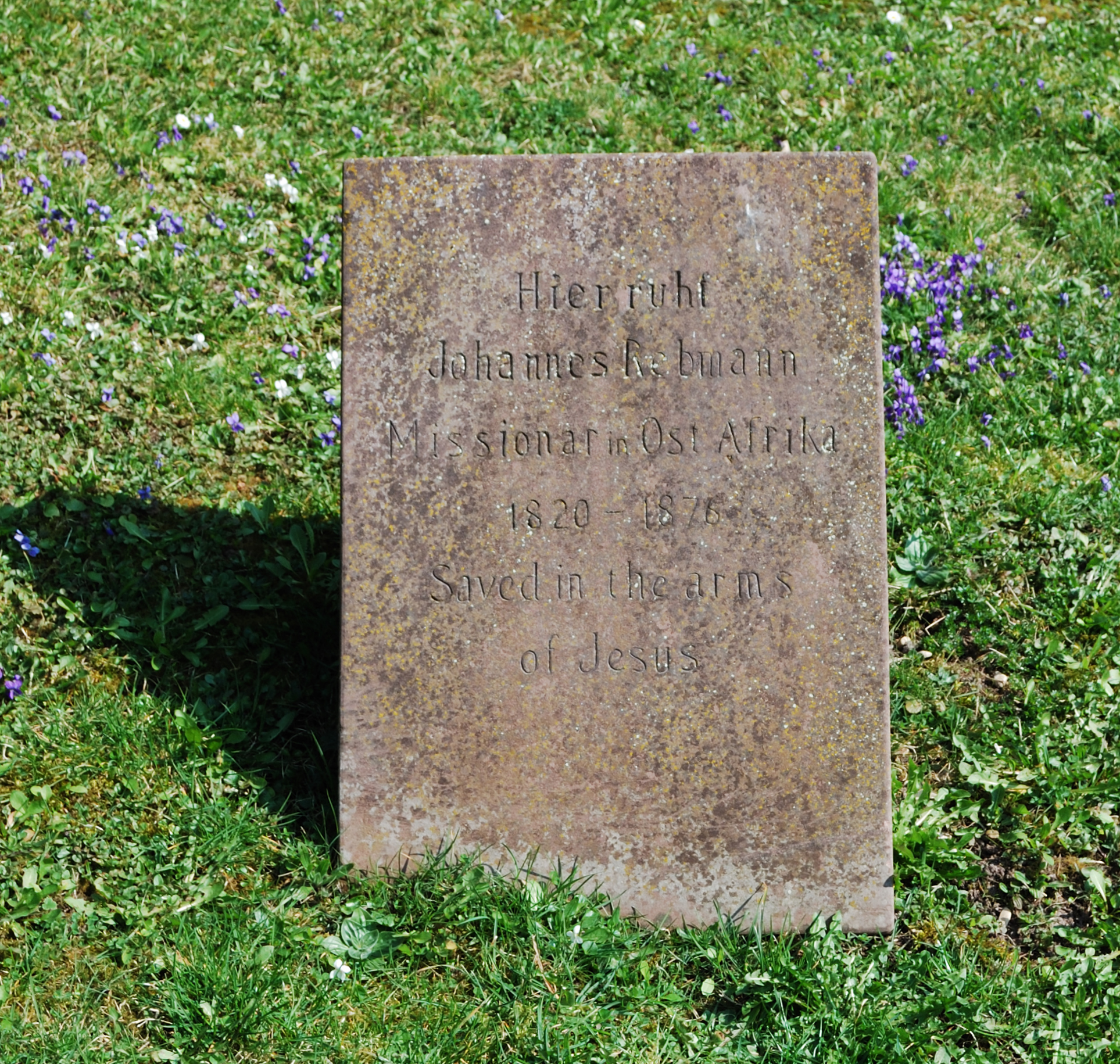
Grabstein auf dem Alten Friedhof in Korntal

## Nachleben und Erinnerung
Johannes Rebmanns Grab in Korntal ist erhalten. Zahlreiche teils Original-Unterlagen wie Briefe an seinen Bruder Gottlob sind im Gerlinger Stadtarchiv erhalten. Die Rebmann-Stiftung sammelt, transkribiert und veröffentlicht systematisch Unterlagen von ihm. Von den weit über 500 heute lebenden Nachfahren seiner Geschwister Johann (1816–1886), Gottlob (1825–1894) und Katharina verh. Roth (1832–1904) wohnen rund 170 noch heute in Gerlingen. Von diesen waren insbesondere Christian Haag und Markus Rösler, dessen Ururgroßonkel Rebmann ist, an der Erhaltung seines Geburtshauses sowie 2002 an der Gründung der Johannes-Rebmann-Stiftung beteiligt. Rebmanns Geburtshaus, Ende der 1990er Jahre trotz Denkmalschutz vom Abriss bedroht, wurde durch die hierzu von Kirche, Stadt, Rebmann-Verwandtschaft und Heimatpflegeverein gegründete Rebmann-Stiftung gerettet und beherbergt heute auch eine Missionarsstube.
Seit 1993, als die Leipziger Mission am Kilimandscharo große Feierlichkeiten anlässlich ihres 100-jährigen Jubiläums durchführte, gibt es wieder regelmäßige Kontakte zwischen Vertretern der Kirchengemeinde im „Rebmann-Dorf“ Kalali im Distrikt Machame am Fuß des Kilimandscharo sowie der Rebmann-Verwandtschaft und der Ev. Kirchengemeinde in Gerlingen.
Der Rebmann-Gletscher am Kilimandscharo wurde ihm zu Ehren benannt.